# Sporobolomyces
Sporobolomyces — рід грибів родини Sporidiobolaceae. Назва вперше опублікована 1924 року.